# Самуель Главай
Самуель Главай (словац. Samuel Hlavaj, нар. 29 травня 2001, Мартін) — словацький хокеїст, воротар клубу НХЛ «Міннесота Вайлд». Гравець збірної команди Словаччини.

## Ігрова кар'єра
Хокейну кар'єру розпочав 2017 року виступами за молодіжну команду «Мартін». На дорослоиу рівні дебютував у складі ХК Орандж 20 у першій хокейній лізі Словаччини.
Надалі Главай перебрався до Північної Америки, де у сезоні 2018–19 років, Самуель захищав кольори клубу «Лінкольн Старс». Наступні два сезони провів у складі клубу «Шербрук Фінікс» (ГЮХЛК).
Повернувшись до Європи, де він два сезони грав за словацький клуб «Слован» (Братислава). У травні 2023 року приєднався до чеського клубу «Шкода» (Пльзень), підписавши дворічний контракт.
5 квітня 2024 року, після завершення сезону в складі «Пльзеня», Главай уклав дворічний контракт з клубом НХЛ «Міннесота Вайлд».

## На рівні збірних
Був гравцем молодіжної збірної Словаччини, у складі якої брав участь у 16 іграх.
Гравець збірної команди Словаччини. У серпні 2024 року потрапив до заявки на кваліфікаційний турнір зимових Олімпійських ігр. Словаки здобули перемогу у своїй групі та приєднались до двох інших збірних-переможниць Данії та Латвії.

## Досягнення
- Чемпіон Словаччини в складі клубу «Слован» (Братислава) — 2022

## Статистика

### Клубні виступи
| Сезон       | Клуб                  | Ліга           | Регулярний сезон | Регулярний сезон | Регулярний сезон | Регулярний сезон | Регулярний сезон | Регулярний сезон | Регулярний сезон | Регулярний сезон | Регулярний сезон | Плей-оф | Плей-оф | Плей-оф | Плей-оф | Плей-оф | Плей-оф | Плей-оф | Плей-оф |
| Сезон       | Клуб                  | Ліга           | І                | В                | П                | OT               | Хв               | ПГ               | ІБГ              | ПГГ              | %ВК              | І       | В       | П       | Хв      | ПГ      | ІБГ     | ПГA     | %ВК     |
| ----------- | --------------------- | -------------- | ---------------- | ---------------- | ---------------- | ---------------- | ---------------- | ---------------- | ---------------- | ---------------- | ---------------- | ------- | ------- | ------- | ------- | ------- | ------- | ------- | ------- |
| 2017–18     | «Мартін»              | Словаччина 20  | 8                | 3                | 5                | 0                | 419              | 22               | 0                | 3.15             | .917             | —       | —       | —       | —       | —       | —       | —       | —       |
| 2017–18     | ХК Орандж 20          | Сл. Екстраліга | 1                | 0                | 0                | 1                | 14               | 2                | 0                | 8.67             | .714             | —       | —       | —       | —       | —       | —       | —       | —       |
| 2017–18     | ХК Орандж 20          | Словаччина 1   | 5                | 1                | 3                | 1                | 283              | 17               | 0                | 3.61             | .877             | —       | —       | —       | —       | —       | —       | —       | —       |
| 2018–19     | ХК Орандж 20          | Словаччина     | 4                | 0                | 3                | 1                | 212              | 21               | 0                | 5.95             | .861             | —       | —       | —       | —       | —       | —       | —       | —       |
| 2018–19     | ХК Орандж 20          | Словаччина 1   | 3                | 2                | 0                | 1                | 119              | 2                | 1                | 1.01             | .957             | —       | —       | —       | —       | —       | —       | —       | —       |
| 2018–19     | «Лінкольн Старс»      | ХЛСШ           | 22               | 3                | 18               | 1                | 1178             | 90               | 0                | 4.58             | .862             | —       | —       | —       | —       | —       | —       | —       | —       |
| 2019–20     | «Шербрук Фінікс»      | ГЮХЛК          | 39               | 33               | 3                | 2                | 2295             | 86               | 3                | 2.25             | .915             | —       | —       | —       | —       | —       | —       | —       | —       |
| 2020–21     | «Шербрук Фінікс»      | ГЮХЛК          | 20               | 7                | 11               | 2                | 1175             | 62               | 1                | 3.17             | .895             | 3       | 0       | 3       | 176     | 15      | 0       | 5.10    | .857    |
| 2021–22     | «Слован» (Братислава) | Словаччина     | 9                | 5                | 3                | 1                | 476              | 19               | 2                | 2.39             | .908             | —       | —       | —       | —       | —       | —       | —       | —       |
| 2021–22     | «Слован»-2            | Словаччина 1   | 15               | 6                | 7                | 2                | 913              | 49               | 2                | 3.22             | .909             | 8       | 3       | 5       | 476     | 21      | 0       | 2.65    | .920    |
| 2022–23     | «Слован» (Братислава) | Словаччина     | 18               | 9                | 6                | 3                | 1060             | 45               | 1                | 2.55             | .916             | 1       | 0       | 1       | 58      | 3       | 0       | 3.10    | .900    |
| 2022–23     | «Слован»-2            | Словаччина 1   | 6                | 4                | 1                | 1                | 370              | 20               | 1                | 3.25             | .913             | 1       | 1       | 0       | 61      | 3       | 0       | 2.96    | .923    |
| 2023–24     | «Шкода» (Пльзень)     | ЧЕ             | 28               | 8                | 20               | 0                | 1511             | 78               | 0                | 3.10             | .903             | 2       | 0       | 2       | 118     | 8       | 0       | 4.07    | .877    |
| 2024–25     | «Айова Вайлд»         | АХЛ            | 36               | 14               | 14               | 3                | 1958             | 93               | 1                | 2.85             | .904             | —       | —       | —       | —       | —       | —       | —       | —       |
| 2024–25     | «Айова Гартлендерс»   | ХЛСУ           | 5                | 2                | 2                | 1                | 297              | 15               | 0                | 3.02             | .885             | —       | —       | —       | —       | —       | —       | —       | —       |
| Усього в ЧЕ | Усього в ЧЕ           | Усього в ЧЕ    | 28               | 8                | 20               | 0                | 1,511            | 78               | 0                | 3.10             | .903             | 2       | 0       | 2       | 118     | 8       | 0       | 4.07    | .877    |

### Збірна
| Рік                | Команда            | Турнір             | Місце              | І  | В | П  | OT | Хв  | ПГ | ІБГ | ПГГ  | %ВК  |
| ------------------ | ------------------ | ------------------ | ------------------ | -- | - | -- | -- | --- | -- | --- | ---- | ---- |
| 2018               | Словаччина         | ЮЧС                | 7-е                | 1  | 0 | 1  | 0  | 58  | 4  | 0   | 4.11 | .889 |
| 2019               | Словаччина         | МЧС                | 8-е                | 4  | 1 | 2  | 0  | 188 | 12 | 0   | 3.83 | .872 |
| 2019               | Словаччина         | ЮЧС                | 10-е               | 4  | 0 | 4  | 0  | 201 | 15 | 0   | 4.49 | .894 |
| 2020               | Словаччина         | МЧС                | 8-е                | 5  | 1 | 3  | 0  | 201 | 18 | 0   | 5.37 | .851 |
| 2021               | Словаччина         | МЧС                | 8-е                | 2  | 0 | 2  | 0  | 119 | 8  | 0   | 4.03 | .889 |
| 2023               | Словаччина         | ЧС                 | 9-е                | 3  | 0 | 3  | 0  | 189 | 7  | 0   | 2.22 | .932 |
| 2024               | Словаччина         | ЧС                 | 7-е                | 5  | 3 | 2  | 0  | 307 | 13 | 1   | 2.54 | .925 |
| 2024               | Словаччина         | Кваліф.            | Кваліф.            | 3  | 3 | 0  | 0  | 180 | 5  | 0   | 1.67 | .929 |
| Молодіжна збірна   | Молодіжна збірна   | Молодіжна збірна   | Молодіжна збірна   | 16 | 2 | 12 | 0  | 767 | 57 | 0   | 4.46 | .886 |
| Національна збірна | Національна збірна | Національна збірна | Національна збірна | 11 | 6 | 5  | 0  | 676 | 25 | 1   | 2.22 | .929 |